# Monsters of Rock
 (mars 2023).
Pour les articles homonymes, voir Monster.
Monsters of Rock était un festival de hard rock et de heavy metal, ayant lieu tous les ans au Royaume-Uni à Castle Donington de 1980 à 1996 (à l’exception d’une édition en  2006). Monsters of Rock a aussi été organisé dans d’autres villes du monde.

## Histoire
En 1980, le promoteur Paul Loadsby organisa un festival d’été consacré exclusivement à des groupes de hard rock et de heavy metal. C’est  Rainbow qui assura la première tête d’affiche étant donné que Loadsby assurait à l’époque la promotion de leur tournée britannique.
L’endroit choisi pour l’organisation fut Donington Park : un circuit de course pour moto dans le comté du Leicestershire, endroit facile d’accès et pouvant accueillir 100 000 personnes, situé dans la zone industrielle du centre de l’Angleterre.
En quelques années, Monsters of Rock devint le festival de rock et de metal le plus important du Royaume-Uni, surpassant son concurrent direct : le Reading Festival.
Paul Loadsby : « It was a great day, the show Rainbow put on is still one of the best headlining performances at Donny... the first of its kind and a terrible risk »[Traduire passage].
En 1980, il y eut 35 000 spectateurs. Au concert de Guns N' Roses en 1988 (100 000 personnes), deux spectateurs furent tués dans la foule. Cela entraîna l’annulation du festival l’année suivante. Lorsqu’il reprit en 1990, la capacité fut ramenée, pour d’évidentes raisons de sécurité, à 72 500.
En 1997, alors que le festival n'a toujours eu lieu que sur un jour, les organisateurs décidèrent d'ajouter un deuxième jour, mais le festival fut annulé peu après.
En 2006 une autre édition de Monsters of Rock eut lieu à Milton Keynes, avec Deep Purple et Alice Cooper en tête d’affiche.

## Festivals britanniques

### 1980
Le 16 août
- Hatred Dusk
- Rainbow
- Judas Priest
- Scorpions
- April Wine
- Saxon
- Riot
- Touch

### 1981
Le 22 août
- AC/DC
- Whitesnake
- Blue Öyster Cult
- Slade
- Blackfoot
- More

### 1982
Le 21 août
- Status Quo
- Gillan
- Saxon
- Hawkwind
- Uriah Heep
- Anvil
- Tommy Vance (DJ)

### 1983
Le 20 août (voir le compte rendu dans enfer magazine septembre 1983)
- Whitesnake
- Meat Loaf
- ZZ Top
- Twisted Sister
- Dio
- Diamond Head
- Tommy Vance (DJ)

### 1984
Le 18 août
- AC/DC
- Van Halen
- Ozzy Osbourne
- Gary Moore
- Y&T
- Accept
- Mötley Crüe

### 1985
Le 17 août
- ZZ Top
- Marillion (premier groupe de rock progressif à participer au festival)
- Bon Jovi
- Metallica
- Ratt
- Magnum
- Tommy Vance (DJ)

### 1986
Le 16 août
- Ozzy Osbourne
- Scorpions
- Def Leppard
- Motörhead
- Bad News
- Warlock
- Tommy Vance (DJ)

### 1987
Le 22 août
- Bon Jovi
- Dio
- Metallica
- Anthrax
- W.A.S.P.
- Cinderella
- The Bailey Brothers (DJ's)

### 1988
Le 20 août
- Iron Maiden
- Kiss
- David Lee Roth
- Guns N' Roses
- Megadeth
- Helloween

Lors du concert il y eut une foule de 100 000 spectateurs. C'est la 2e plus grande foule de l'histoire du festival, la première étant celle du concert de Moscou en 1991 joué par AC/DC, Metallica, Pantera, The Black Crowes et E.S.T (groupe local russe, à ne pas confondre avec le groupe suédois Esbjörn Svensson Trio).

### 1989
Pas de festival en 1989 : il a été annulé car en 1988, deux spectateurs sont morts durant le concert de Guns N' Roses. L’édition 1989 a été remplacée par un autre festival ayant eu lieu à Milton Keynes avec Bon Jovi en tête d’affiche.

### 1990
Le 18 août
- Whitesnake
- Aerosmith
- Poison
- The Quireboys
- Thunder

### 1993
Pas de festival cette année.

### 1994
Le 4 juin
Scène principale :
- Aerosmith
- Extreme
- Sepultura
- Pantera
- Therapy?
- Pride and Glory

Scène secondaire :
- The Wildhearts
- Terrorvision
- Skin
- Biohazard
- Cry of Love
- Headswim

### 1995
L'organisation du festival ne trouvant pas de tête d'affiche suffisamment importante parmi les groupes en tournée, ils font appel à Metallica, alors en studio pour travailler sur Load et ReLoad. Les Américains acceptent de participer à l'évènement après avoir obtenu d'être chargé du choix des groupes à l'affiche. L'évènement est renommé Escape From the Studio '95.
Le 26 août
- Metallica
- Therapy?
- Skid Row
- Slayer
- Slash's Snakepit
- White Zombie
- Machine Head
- Warrior Soul
- Corrosion of Conformity

### 1996
Le 17 août
Scène principale:
- Kiss
- Ozzy Osbourne
- Sepultura
- Biohazard
- Dog Eat Dog
- Paradise Lost
- Fear Factory

Scène Kerrang!:
- KoЯn
- Type O Negative
- Everclear
- 3 Colours Red
- Honeycrack
- Cecil

À la suite de la mort la veille de Dana Wells, le fils de Gloria Bujnowski-Cavalera, Sepultura se produit en trio sans Max Cavalera qui est rentré aux États-Unis. Il est remplacé au chant par le guitariste Andreas Kisser en duo avec le chanteur Evan Seinfeld de Biohazard

### 1997-2005
Il n'y a pas eu de festival à Donington ces années.

### 2006
Le 3 juin
- Deep Purple
- Alice Cooper
- Journey
- Thunder
- Queensrÿche
- Ted Nugent
- Roadstar

## Monsters of Rock hors Royaume-Uni

### Allemagne

#### 1983
Nuremberg, Zeppelinfeld le 2 septembre.
- Whitesnake
- Blue Öyster Cult
- Thin Lizzy
- Saxon
- Meat Loaf
- Motörhead
- Twisted Sister

#### 1984
Le 1er septembre à Karlsruhe (Wildparkstadion).

Le 2 septembre à Nuremberg (Stadion am Dutzendteich).
- AC/DC
- Van Halen
- Gary Moore
- Dio
- Accept
- Ozzy Osbourne (à Karlsruhe seulement)
- Mötley Crüe

#### 1986
Nuremberg, Zeppelinfield - 30 août 1986.

Mannheim, Maimarktgegelände Eisstadion - 31 août 1986.
- Scorpions
- Ozzy Osbourne
- M.S.G. (McAuley Schenker Group)
- Def Leppard
- Bon Jovi
- Warlock

#### 1987
Nuremberg, Allemagne de l'ouest, Messegelande - 29 août 1987.

Pforzheim, Allemagne de l'ouest, FCP Stadion - 30 août 1987.
- Deep Purple
- Dio
- Metallica
- Ratt
- Helloween
- Cinderella
- Pretty Maids

#### 1988
Le 27 août à Schweinfurt (Mainwiesen).

Le 28 août à Bochum (Ruhrland Stadion).

Le 4 septembre à Tilbourg (Pays-Bas).
- Iron Maiden
- David Lee Roth
- KISS
- Anthrax
- Testament (pour remplacer Megadeth)
- Great White
- Treat (n'a joué qu'a Schweinfurt)

Treat et Testament n'ont pas joué à Tilbourg. Helloween y était.

#### 1990
Berlin, Waldbühne - 23 août 1990.

Dortmund, Westfalenhalle - 25 août 1990.
- Whitesnake
- Aerosmith
- Dio (Dortmund et Mannheim seulement)
- Poison
- Vixen (Dortmund et Mannheim seulement)
- The Front (Dortmund et Mannheim seulement)

#### 2016
Loreley, Waldbühne - 17 juin 2016.

Bietigheim-Bissingen, Festplatz am Viadukt - 18 juin 2016.
- Rainbow
- Thin Lizzy
- Manfred Mann's Earth Band

### Argentine

#### 1994
Buenos Aires, River Plate Stadium 
3 et 4 septembre.
- Kiss
- Slayer
- Black Sabbath
- Hermética
- Gatos Sucios

#### 1995
Le 9 septembre à Buenos Aires, Ferro Carril Oeste Stadium.
- Ozzy Osbourne
- Alice Cooper
- Megadeth
- Faith No More
- Paradise Lost
- Clawfinger
- Logos

#### 1997
Le 13 décembre à Buenos Aires, Ferro Carril Oeste Stadium.
- Whitesnake
- Megadeth
- Queensrÿche
- Riff

#### 1998
Le 12 décembre à Buenos Aires, Vélez Sársfield Stadium.
- Iron Maiden
- Slayer
- Soulfly
- Helloween
- Angra

#### 2005
Le 11 septembre à Buenos Aires, Ferro Carril Oeste Stadium.
- Judas Priest
- Whitesnake
- Rata Blanca
- Tristemente Celebres
- Lörihen

### Brésil

#### 1994
À São Paulo, Estádio do Pacaembu
- Kiss
- Black Sabbath
- Slayer
- Suicidal Tendencies
- Viper
- Raimundos
- Angra
- Dr. Sin

#### 1995
À São Paulo, Estádio do Pacaembu
- Ozzy Osbourne
- Alice Cooper
- Megadeth
- Faith No More
- Paradise Lost
- Therapy?
- Clawfinger
- Rata Blanca
- Virna Lisi

#### 1996
Le 24 août à São Paulo, Estádio do Pacaembu
- Héroes del Silencio
- Mercyful Fate
- King Diamond
- Helloween
- Raimundos
- Biohazard
- Motörhead
- Skid Row
- Iron Maiden

#### 1998
Le 24 septembre à São Paulo, Pista de Atletismo do Ibirapuera
- Manowar
- Megadeth
- Slayer
- Savatage
- Saxon
- Dorsal Atlântica
- Dream Theater
- Korzus
- Glenn Hughes

### Bulgarie
Du 1er au 8 août 2006 à Varna
Le festival a été annulé. Les groupes prévus étaient:
- Motörhead
- Morbid Angel
- Saxon
- UFO
- Kreator
- Axel Rudi Pell
- Masterplan
- U.D.O.
- Gamma Ray
- Nevermore
- Gotthard
- Anthrax
- Metal Church
- Edguy
- Tony Martin
- Annihilator
- Michael Schenker Group
- Opeth
- Brazen Abbot
- We
- Overkill
- Doro
- Victory
- Fear Factory
- Onslaught
- Atrocity
- Leaves' Eyes
- Rose Tattoo
- Doomfoxx
- Holy Moses
- Uli Jon Roth
- Reckless Tide
- Ektomorf
- Delirious?
- The Bronx Casket Co.
- Nikki Puppet
- Hellfueled
- Noise Forest
- Gorilla Monsoon
- The Birthday Massacre
- Suidakra
- Fleshgore
- L.O.S.T.
- Post Scriptum
- Cornamusa
- Everfest
- Justice
- SJK
- Celtic Frost
- H-Blockx
- Orphaned Land
- Thunderbolt
- Silent Madness
- Disbelief
- Dreamland
- Archeon
- Holyland
- Diva Int.
- Enthrallment
- Knight Errant
- The Revenge Project
- Frogcircus
- Definitive
- Pooria
- Sarah
- Damon
- Pooria (Calgary, Canada)
- Manam Hastam

### Chili

#### 1994
À Santiago, Chili, Estación Mapocho.
- Tumulto
- Kiss
- Slayer
- Black Sabbath

#### 1998
Le 12 décembre à Santiago, Chile Velódromo del Estadio Nacional.
- Criminal
- Helloween
- Anthrax
- Slayer
- Panzer

#### 2005
Le 14 septembre à Santiago, Chile Estadio Nacional.
- Rata Blanca
- Whitesnake
- Judas Priest

#### 2008
Santiago, Chile Pista Atlética - 1er avril
- Árbol
- Black Label Society
- Korn
- Ozzy Osbourne

### Espagne

#### 1988
Le 17 septembre à Pampelune (Plaza de Toros).
Le 18 septembre à Madrid (Casa de Campo).
Le 19 septembre Barcelone (Plaza de Toros).
- Iron Maiden
- Metallica
- Anthrax
- Helloween

#### 1992
- Barcelone, Plaza de Toros - 14 septembre 1992
- San Sebastian, Velodromo de Anoeta - 17 septembre 1992
- Madrid, Las Arenas Plaza de Toros - 18 septembre 1992
- Madrid, Municipal Tent - 19 septembre 1992
- Iron Maiden
- Megadeth
- Pantera
- Gun

#### 2006
18 juin à Saragosse (Feria de Zaragoza).
- Scorpions
- Whitesnake
- Saxon
- W.A.S.P.
- Apocalyptica
- Primal Fear

#### 2007
22 et 23 juin à Saragosse (Feria de Zaragoza).
- Ozzy Osbourne
- Motörhead
- Slayer
- Blind Guardian
- Megadeth
- Dream Theater
- Riverside
- Velvet Revolver
- Black Label Society
- Mastodon
- Pretty Maids
- Kamelot
- Mägo de Oz

#### 2008
- Saragosse, Feria de Zaragoza - 11 juillet 2008
- Deep Purple
- Thin Lizzy
- Twisted Sister Cancelled
- Ted Nugent
- Saxon Cancelled
- Pretty Maids
- Candlemass
- Rage
- Saragosse, Feria de Zaragoza - 12 juillet 2008
Arrêté à cause de dommages causés par des chutes d'eau la veille
- Iron Maiden
- Slayer
- Avantasia
- Iced Earth
- Avenged Sevenfold
- Lauren Harris
- Rose Tattoo
- Barón Rojo
- Leyenda
- Jobis Bay

### États-Unis
Le 17 juin 1988 à Détroit  (Pontiac Silverdome).
Le 16 juillet 1988 à San Francisco (Candlestick Park) et d’autres dates ailleurs aux États-Unis.
- Kingdom Come
- Metallica
- Dokken
- Scorpions
- Van Halen

### France

#### 1988
24 et 25 septembre 1988 au Palais omnisports de Paris-Bercy
- Iron Maiden
- Trust (L'album Paris by night a été enregistré lors du concert du 24 et 25 septembre).
- Anthrax
- Helloween

#### 1990
À Paris à l'Hippodrome de Vincennes.
- The Front
- The Quireboys
- Poison
- Faith No More
- Aerosmith
- Whitesnake

#### 1991
Le 21 septembre à Paris à l'Hippodrome de Vincennes.
- AC/DC
- Metallica
- Queensrÿche
- The Black Crowes
- Patrick Rondat

### Italie

#### 1988
Le 9 septembre à Modène (Festa de l'Unità)
- Iron Maiden
- KISS
- Anthrax
- Helloween
- Kings of the sun
- R.A.F.

#### 1990
- Bologna, Parco nord - 30 août 1990
- Whitesnake
- Aerosmith
- Poison
- The Quireboys
- Faith No More
- Vixen
- The Front

#### 1991
Le 14 septembre à Modène (Festa de l'Unità)
- AC/DC
- Metallica
- Queensrÿche
- The Black Crowes
- Negazione

#### 1992
Le 12 septembre à Reggio d'Émilie, (Festa de l'Unità)
- Pino Scotto
- Warrant
- Pantera
- Testament
- Megadeth
- Black Sabbath
- Iron Maiden - la chanson Heaven Can Wait de l'album live A Real Live One y a été enregistré

#### 2004
Côme, Stadio Sinigaglia - 13 juillet 2004
- Deep Purple
- Status Quo
- Cheap Trick
- Settevite

### Pays-Bas

#### 1988
Le 4 septembre 1988 à Tilbourg (Willem II Stadion).
- Iron Maiden
- David Lee Roth
- KISS
- Anthrax
- Helloween
- Great White

#### 1991
Nimègue, Stadion - 1er septembre 1991
- AC/DC
- Metallica
- Queensrÿche
- The Black Crowes

### Pologne
13 septembre 1991 à Chorzów (Śląski Stadion).
- AC/DC
- Metallica
- Queensrÿche

### Union soviétique et Russie

#### 1991
Le 28 septembre à Moscou
Aéroport, Tushino Airfield.
- AC/DC
- Metallica
- Pantera
- Black Crowes
- E.S.T

Cet événement intervient pendant la chute de l'URSS, au milieu de tensions et d'émeutes. Il y eut de violents affrontements entre les festivaliers et les autorités, les haut-parleurs ont même menacé d'interrompre les concerts (ce qui ne se fera pas). Le nombre de spectateurs est officiellement estimé à 500 000, tandis que d'autres estimations porte le nombre de festivalier à 1.400.000. Ce concert est considéré comme un des plus gros concerts de l'histoire de la musique. Une cassette intitulé For Those About to Rock - Monster in Moscow et contenant des extraits de ce concert est sorti en 1993 et a été réédité en DVD en 2003.

### Suède

#### 1984
Le 25 août à Stockholm (Råsunda Stadium).
- AC/DC
- Van Halen
- Mötley Crüe

#### 1986
Le 23 août à Stockholm (Råsunda Stadium).
- Scorpions
- Ozzy Osbourne
- Def Leppard
- Zero Nine

### Suisse

#### 1991
Le 25 août à Bâle St. Jakob Stadion.
- AC/DC
- Metallica
- Mötley Crüe
- Queensrÿche
- The Black Crowes